# Pedro Benito Antonio Quevedo y Quintano
Pedro Benito Antonio Quevedo y Quintano (ur. 12 stycznia 1736 w Villanueva del Fresno, zm. 27 albo 28 marca 1818 w Ourense) – hiszpański kardynał.

## Życiorys
Urodził się 12 stycznia 1736 roku w Villanueva del Fresno. Studiował na Uniwersytecie w Salamance, gdzie uzyskał doktorat z teologii. 22 marca 1760 roku przyjął święcenia kapłańskie. 15 kwietnia 1776 roku został biskupem Ourense, a 14 lipca przyjął sakrę. Dwukrotnie odmówił objęcia archidiecezji sewilskiej. W 1810 roku został członkiem Rady Regencyjnej, a dwa lata później odrzucił nową Konstytucję i musiał udać się na wygnanie do Portugalii. W 1814 roku powrócił do diecezji, z uwagi na powrót króla Ferdynanda VII. 8 marca 1816 roku został kreowany kardynałem in pectore. Jego nominacja na kardynała prezbitera została ogłoszona na konsystorzu 23 września, jednak nie otrzymał kościoła tytularnego. Zmarł 27 albo 28 marca 1818 roku w Ourense.